# Regresja (informatyka)
Regresja – zjawisko powstawania błędów w oprogramowaniu po zamierzonej zmianie w jakiejś części kodu programu (np. po wprowadzeniu poprawki dla innego błędu). Skutkiem tych zmian może być błędne działanie innej funkcji programu, która w poprzednich wersjach działała prawidłowo. 
Aby wykryć regresję podczas rozwoju programu, należy prowadzić testowanie regresyjne.
Zazwyczaj wykonywanie testów regresyjnych związane jest z ponownym uruchomieniem zestawu testów, które wcześniej kończyły się poprawnie. Ma ono na celu ujawnienie potencjalnych problemów powstałych na skutek dokonanych zmian.